# Estrecho de Menai
El estrecho de Menai (en galés Afon Menai, "Río Menai") es un estrecho marino de escasa profundidad y de 23 km de longitud que separa la isla de Anglesey del territorio de Gales, y que conecta la bahía de Liverpool con la bahía de Caernarfon, en aguas del mar de Irlanda.
Dos puentes atraviesan el estrecho en sendos estrechamientos del mismo: la autovía A5 atraviesa el elegante Puente colgante de Menai, obra de Thomas Telford, que fue el primero de su clase, inaugurado en enero de 1826. Adyacente a este se encuentra el puente Britannia, de Robert Stephenson, construido en 1850.
El estrecho alcanza una anchura de unos 3 kilómetros, pero se estrecha hasta los 200 metros en el lugar donde se elevan los puentes. La diferencia de mareas entre los dos extremos del estrecho provocan fuertes corrientes que fluyen en ambas direcciones en momentos diferentes, creando condiciones muy peligrosas. Una de las zonas de mayor peligro es la conocida como los Swellies (o Swillies en galés), entre los dos puentes. En este lugar, las rocas a flor de superficie causan remolinos que arrastran pequeñas embarcaciones hacia ellas. En este lugar se hundió el buque escuela HMS Conway en 1953. La entrada del estrecho en el lado del Caernarfon también es peligrosa por cambiantes bancos de arena. En la entrada sudoeste se encuentra el Fuerte Belan, una fortificación defensiva del siglo XVIII, construida en tiempos de la Guerra de Independencia de los Estados Unidos.

## Efectos de la marea

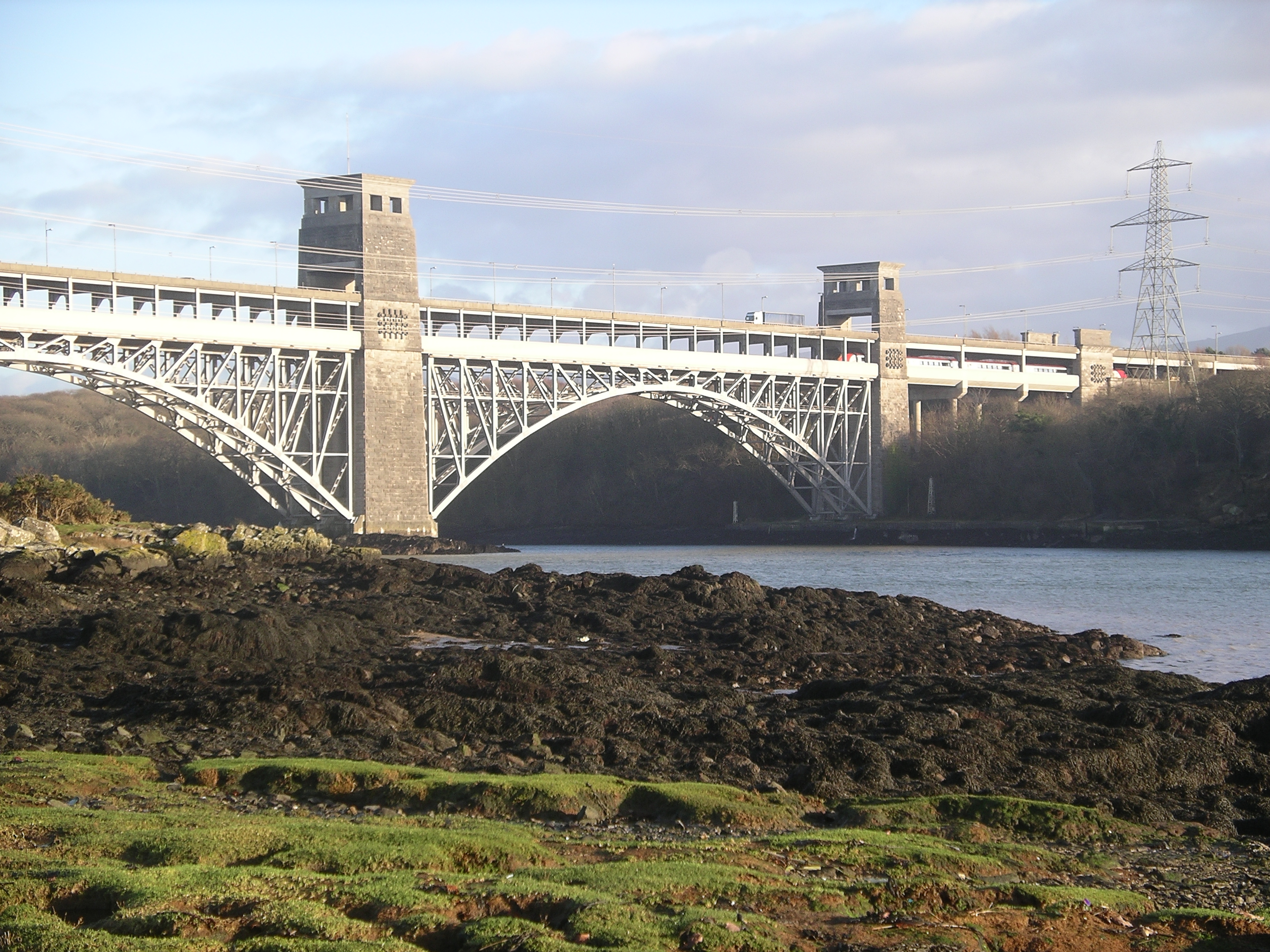
Puente Britannia sobre el estrecho de Menai.

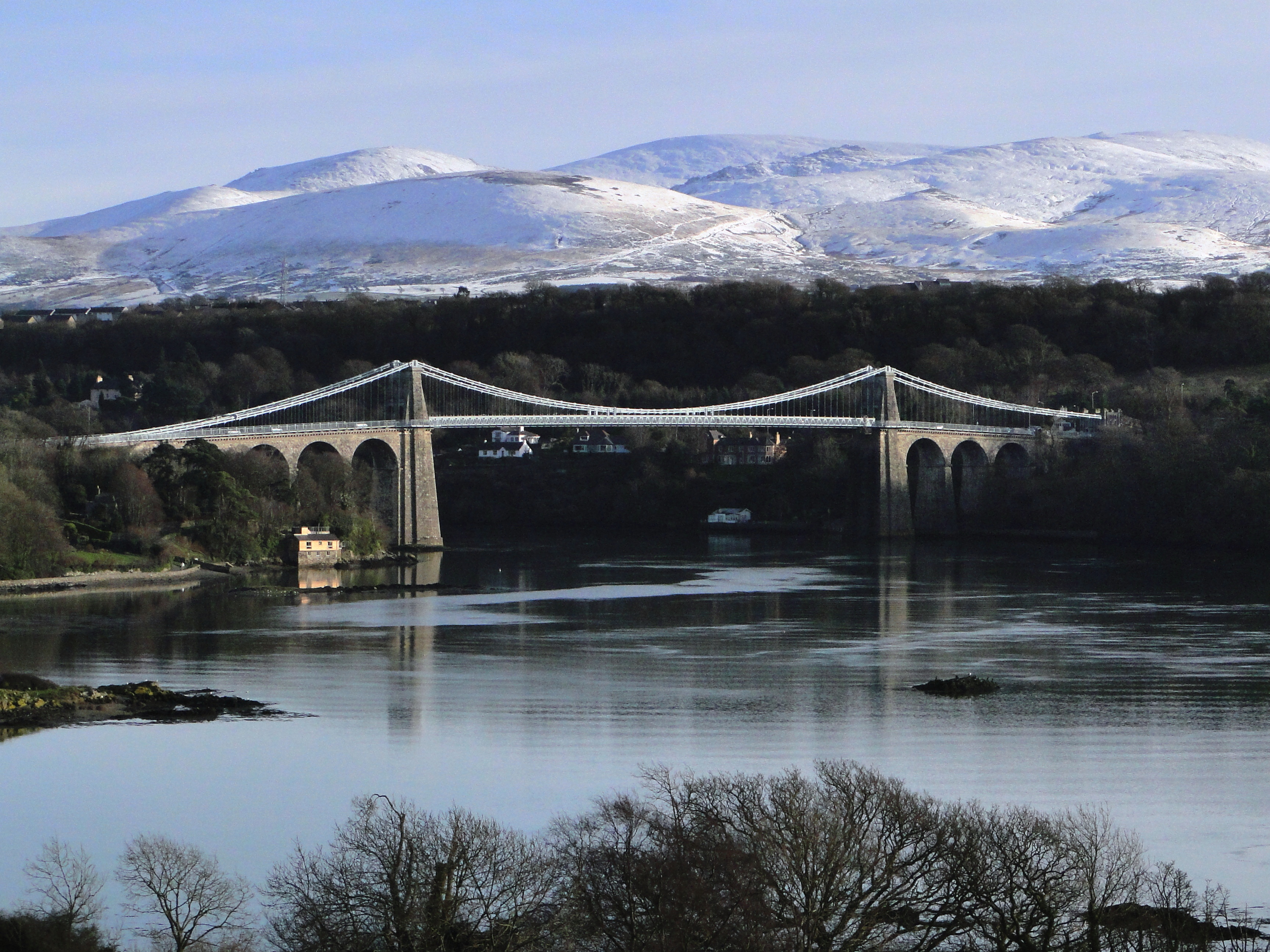
Puente colgante de Menai, de Thomas Telford, cruzando el estrecho.

Los efectos de la marea observados al o largo de las orillas del estrecho pueden llegar a ser poco claros. Una marea creciente del suroeste provoca que las aguas del estrecho fluyan hacia el noreste a medida que se eleva el nivel del mar. La marea también fluye alrededor de Anglesey hasta que, tras unas pocas horas, empieza a fluir hacia el estrecho con dirección sureste desde Beaumaris. Para cuando esto ocurre, el flujo de la marea desde el fin de Caefarneon se debilita y la marea prosigue con un incremento en altura pero la dirección de la corriente es invertida. Una secuencia similar se observa al revés en una marea decreciente. Esto significa que el agua inmóvil entre los puentes tiende a ocurrir aproximadamente una hora antes de la marea alta o de la marea baja.
Teóricamente es posible vadear el estrecho en las Swellies con marea baja, cuando la profundidad puede disminuir hasta menos de 0,5 metros. Sin embargo, actualmente una fuerte corriente de alrededor de 9 km/h provoca que el paso resulte extremadamente difícil. En otro lugar del estrecho la profundidad mínima nunca es menor de 2 metros.

## Ecología
Puesto que el estrecho posee unas condiciones de marea tan inusuales, a lo que se une una altura muy baja de las olas por su resguardada posición, presenta una ecología béncica única y diversa. La existencia de esta ecología única fue un hecho importante en el establecimiento de la internacionalmente renombrada Escuela de Ciencias Oceánicas en el Puente Menai, parte de la Universidad de Gales, Bangor así como su nivel de propuesta de Reserva Marina Natural. La profundidad del canal alcanza los 15 metros en algunos puntos y la corriente puede exceder los 7 nudos. Es muy rica en esoponjas.
Gran parte del territorio de Anglesey en el extremo oriental del estrecho es designado como Área de Belleza Natural Destacada (ABND, en inglés: AONB.

## Lugares en el estrecho
- Beaumaris
- Bangor
- Caernarfon
- Dwyran
- Menai Bridge
- Puerto Dinorwic (Y Felinheli en galés, Port Dinorwic en inclés)

Justo al norte del puente ferroviario de Anglesey se sitúa el popular Llanfairpwllgwyngyllgogerychwyrndrobwllllantysiliogogogoch.

## Contaminación radiactiva
La planta de reprocesado nuclear de Sellafield vierte unos 8 millones de litros de desechos radiactivos cada día en el Mar de Irlanda, por lo que este mar presenta uno de los índices de contaminación radiactiva más altos del planeta. En Gwynedd y Anglesey, dos pequeños pueblos del estrecho de Menai, se han detectado 43 casos de cáncer infantil, lo que supone 15 veces más que la media británica.